# Аквавіт

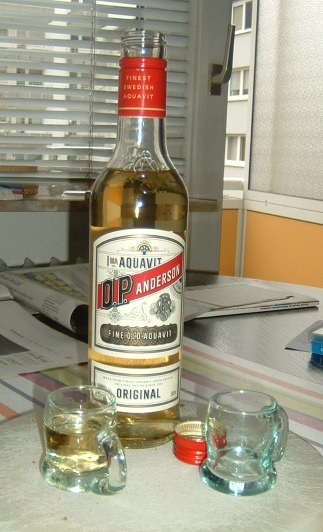
Пляшка аквавіту

Аквавіт (лат. aqua vitae — вода життя) — народний спиртний напій, що виробляється в Скандинавських країнах. Імпортований з континентальної Європи під час християнізації Норвегії.

## Опис
Перша ліцензія на виготовлення аквавіта видана в 1498.
Напій виготовляється на основі спирту з картоплі, яка ароматизується кмином і невеликою кількістю лимонної і апельсинової цедри. Безбарвний. Схожий з кюммелем, але значно сухіше за нього. Алкоголь — 40—50 %.
Вживається в чистому вигляді (охолодженим) або як інгредієнт для коктейлів.